# Hans Vredeman de Vries
Pour les articles homonymes, voir de Vries.
Hans Vredeman de Vries ou Jan de Vriese, ou Friedman de Frise, (Leeuwarden, vers 1527 - Anvers selon l'hypothèse la plus couramment admise, au plus tôt en 1606) est un peintre et un architecte dont la place essentielle dans la Renaissance flamande tient à l'usage systématique qu'il fit de la perspective linéaire, selon les techniques géométriques italiennes, et dont il contribua à propager l'emploi.

## Biographie
Hans Vredeman de Vries naît à Leuwarden dans les Pays-Bas espagnols (actuelle Frise aux Pays-Bas) en 1526 ou 1527 ; on ne connaît sa date de naissance qu'indirectement par un acte notarié daté du 29 octobre 1560 où il est mentionné comme âgé de 34 ans. Il est le fils de Dirks (« Diericx ») de Vries, artilleur au service du baron Georg Schenck van Toutenburg, stathouder de Frise et grand échanson impérial. Le compositeur et organiste Sebastiaen Vredeman est peut-être son frère.
Il reçoit initialement une formation de charpentier, puis entre 1544 et 1546-47 est apprenti chez le peintre-vitrailliste Reiner Gerritsz à Amsterdam,. Il étudie entre 1546 et 1547 à Kampen auprès d'Ernst Mæler. En septembre 1548, il devient citoyen d'Anvers. Il y participe à la réalisation de l'arc de triomphe destiné à accueillir l'entrée princière de Charles Quint et Philippe II en septembre 1549, sous la direction de l'architecte Pieter Coecke van Aelst,,. C'est sans doute au contact de ce dernier, traducteur du De architectura en flamand, qu'Hans Vredeman de Vries découvre l'architecte romain Vitruve. Il étudie les traités d'architecture de Sebastiano Serlio, par lesquels il apprend la perspective centrale, et cette technique le fascine au point qu'il en devient le spécialiste aux Pays-Bas. De 1550 à 1552, il est menuisier à Kollumerland. C'est à Malines, où il est actif à partir de 1552-1553, où il s'engage dans la chambre de rhétorique De Peoene et devient membre de la guilde de Saint-Luc locale, qu'il se fait connaître comme un maître de la perspective : il obtient plusieurs commandes pour des scénographies (décors de théâtres).
Hans Vredeman de Vries demeure à Malines jusqu'à 1561, travaillant dans l'atelier de Claude Dorisy,. Son premier fils, Salomon Vredeman de Vries (en), naît en 1556. Il est également peut-être le père de Jacob Vredeman, qui naît en 1558 ou 1559. En 1561, il se déplace à Anvers. Il épouse Johanna van Muysene, sœur du peintre Gilles van Muysene avec lequel il travaille au décor d'une procession annuelle. Il retourne ensuite à Malines où il reste jusqu'en 1564 ; il fuit alors à Anvers pour échapper à l'Inquisition et s'y établit comme « architecte municipal » (nous dirions aujourd'hui urbaniste). Johanna van Muysene meurt prématurément en 1565. Son fils cadet, Paul Vredeman de Vries, naît en 1567.
En 1570, il s'exile à Aix-la-Chapelle avec son élève Hendrik van Steenwijk I pour fuir les persécutions catholiques et s'y installe jusqu'à la fin 1572. Il tente d'obtenir un certificat de bonne conduite de la guilde de Saint-Luc, dans une tentative de rejoindre Anvers. Il se déplace ensuite à Liège jusqu'à la fin 1575 ; il lui est alors possible de retourner à Anvers à la suite des accords de Breda (nl) entre les Pays-Bas espagnols et le chef de la Révolte des gueux, Guillaume Ier d'Orange-Nassau. Il y participe à la réparation des fortifications,.
Vredeman de Vries reste à Anvers lorsque la ville tombe aux mains du duc de Parme, Alexandre Farnese. Il y peint une allégorie de la renaissance d'Anvers, mais déménage au printemps 1586 pour Francfort-sur-le-Main avec sa deuxième femme Sara van der Elsmer et son fils Paul pour des raisons économiques. En 1587, le duc Jules de Brunswick-Wolfenbüttel l'engage à Wolfenbüttel comme ingénieur, avec la charge de percer un canal de l'Elbe à la Weser,. Malheureusement après les premières esquisses et quelques démarches pour trouver un financement, le duc meurt en 1589 et son successeur abandonne le projet de canalisation. Au gré des commandes, Vredeman de Vries voyage ensuite à Hambourg, Dantzig en 1592 et Prague en 1595 (il conçoit la galerie de tableaux de cette ville). De retour à Hambourg en 1598, il est rappelé à Amsterdam en 1600, où on lui octroie le droit de bourgeoisie. En 1604, il se voit offrir la chaire d'architecture de l'université de Leyde.
La date du décès de Vredeman de Vries est encore débattue ; il pourrait être mort à Anvers ou à Hambourg vers 1607. Ce qui est certain, c'est qu'une lettre d'août 1609 de son fils établi à Hambourg, Paul Vredeman de Vries, évoque l'héritage de Hans.

## Production artistique
De Vries est surtout connu pour ses gravures, publiées par des éditeurs d'Anvers et d'une grande influence auprès de ses contemporains et qui en font l'un des principaux représentant du maniérisme en Europe centrale et septentrionale. Il publie une première collection de gravures d'ornements en 1555, constituées d'environ 500 gravures. Une seconde en 1660, Scenographiae sive perspectivae, contient des ornements architecturaux inspirés des œuvres de Sebastiano Serlio et de l'école de Fontainebleau. Ces collections offrent un vaste répertoire de motifs anciens, ainsi que des navires, des grotesques, etc.
Tout aussi importante pour la formation et la diffusion du maniérisme nordique dans l'architecture, ses traités connaissent plusieurs éditions : Variae architecturae formae (1562), Artis perspectivae formulae (1568), Architectura oder Bauung der Antiquen aus dem Vitruvius (1577), Perspectives id est celeberrima ars inspicientis aut transpicientis oculorum aciei en deux volumes (1604-1605). Ses travaux diffusent les connaissances de la Renaissance italienne en matière de perspective et d'ornements architecturaux en Europe centrale et du Nord.
En peinture, de Vries se consacre aux sujets décoratifs, à l'architecture et aux intérieurs d'églises.
Hans Vredeman de Vries a pour élèves notamment le peintre Izaak van den Blocke, Hendrik van Steenwijk I, Hendrick Aerts et son fils Paul. Ses travaux influencent Dirk van Delen. Pieter van Bronckhorst (en), T.J. Croon et Hans Krieg comptent parmi ses émules.

## Œuvres

### Traités
- 1562 : Variæ architecturæ formæ (Anvers, Jérôme Cock[8])
- 1565 :
  - Caryatidum... centuria / Veelderleij diveres termen op de ordene der edifici... (Gerard de Jode)
  - Das erst Buch, gemacht auff de zwey colomnen Dorica und Ionica... (Anvers, Jérôme Cock)
  - Das ander Buech, gemacht auff die zway Colonnen, Corinthia und Composita... (Anvers, Jérôme Cock)
- 1577 : Architectura, ou Bafstiment, prins de Vitruve, & des anchiens escrivains, traictant sur les cincq ordres des columnes (Anvers, Gerard Smits pour Gerard de Jode[9])
- 1578 : De oorden Tuschana... (Anvers, Jérôme Cock)
- 1582 : La joyeuse et magnifique entrée de Monseigneur Françoys fils de France... en sa tres-renommée ville d'Anvers (Anvers, Christophe Plantin, collaboration avec Pieter Loyseleur de Villiers[10])
- 1583 : Differents pourtaicts de menuiserie... (Anvers, Philippe Galle)
- 1583 : Hortorum viridariorvmque elegantes et multiplices formae (Anvers, Philippe Galle[11])
- 1604-05 : Perspective[8]
- 1606 : Architecture ou La haulte & fameuse science consistante, en cincq manieres d'edifices ou fabriques..., (La Haye, Hendrik Hondius, collaboration avec Paul Vredeman de Vries et Hendrik Hondius[12])

### Tableaux
- 1568 : Caprice architectural avec personnages (huile sur toile, 84,5 × 118,5 cm, musée des beaux-arts, Bilbao, Espagne)
- 1586 : Allégorie de la renaissance d'Anvers (huite sur toile, 39,5 × 30,5 cm)
- 1596 :
  - Allégorie du Salut et du Péché (huile sur toile, 203 × 145 cm, musée national (en), Gdańsk, Pologne)
  - Palais avec musiciens, (huile sur toile, 135 × 174 cm, musée d'histoire de l'art, Vienne, Autriche)
- Architectures et jardins (huile sur bois, musée des beaux-arts, Strasbourg, France)
- Paysage architectural (huile sur toile, 82 × 100 cm, musée de l'Ermitage, Saint-Pétersbourg, Russie)

## Galerie

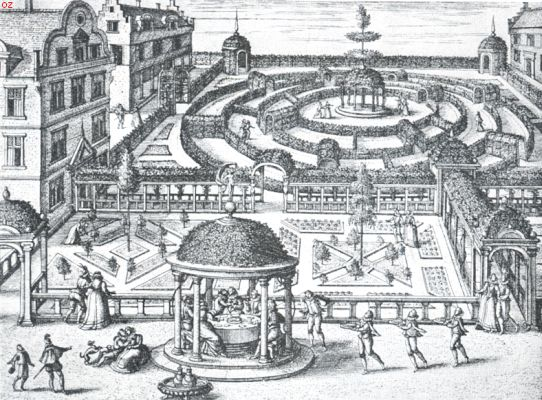
Dessin pour un jardin, planche de Hortorum viridariorumque (1583)
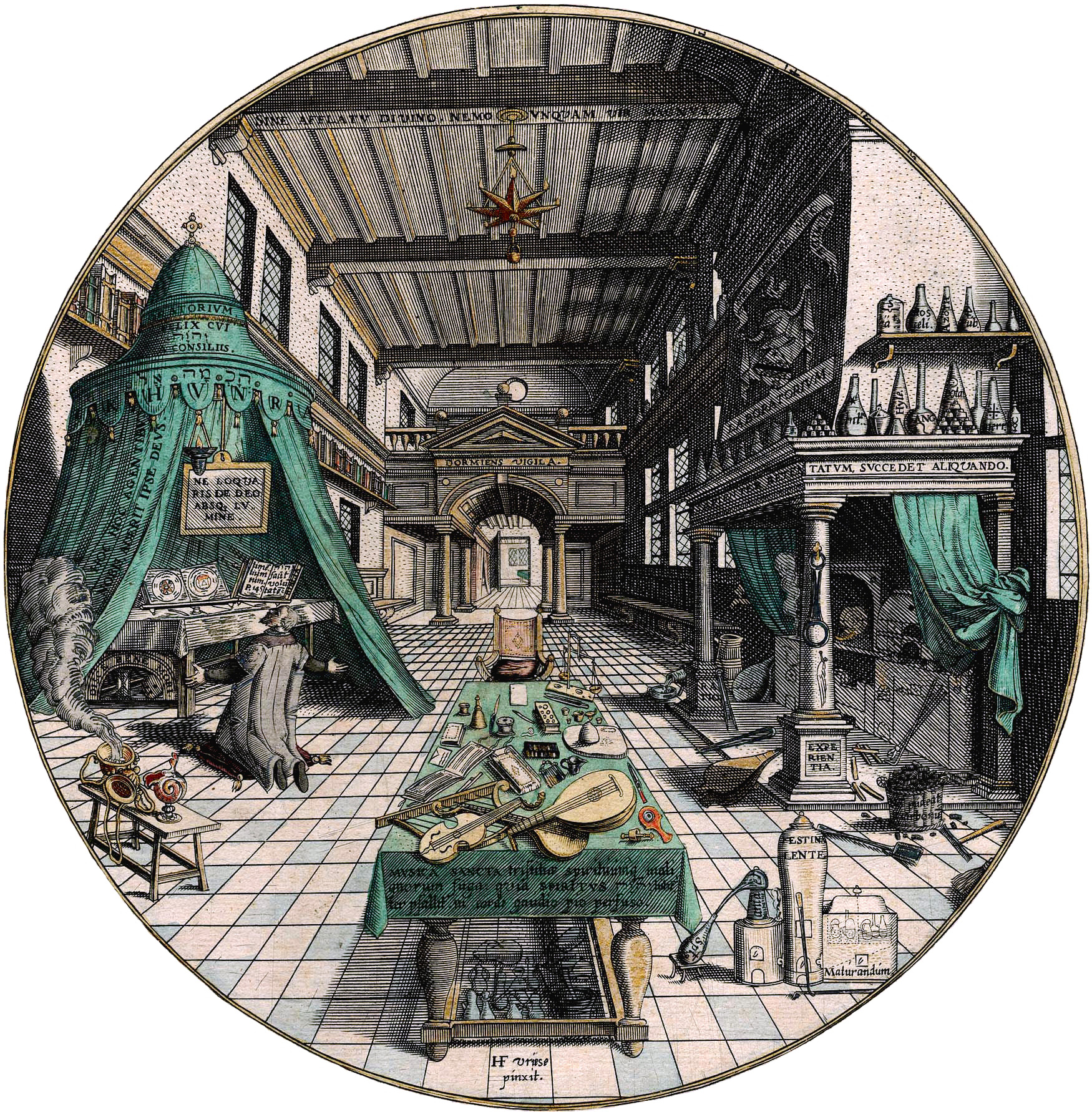
Laboratoire de l'alchimiste, planche de Amphitheatrum sapientiae aeternae de Heinrich Khunrath (v. 1595)
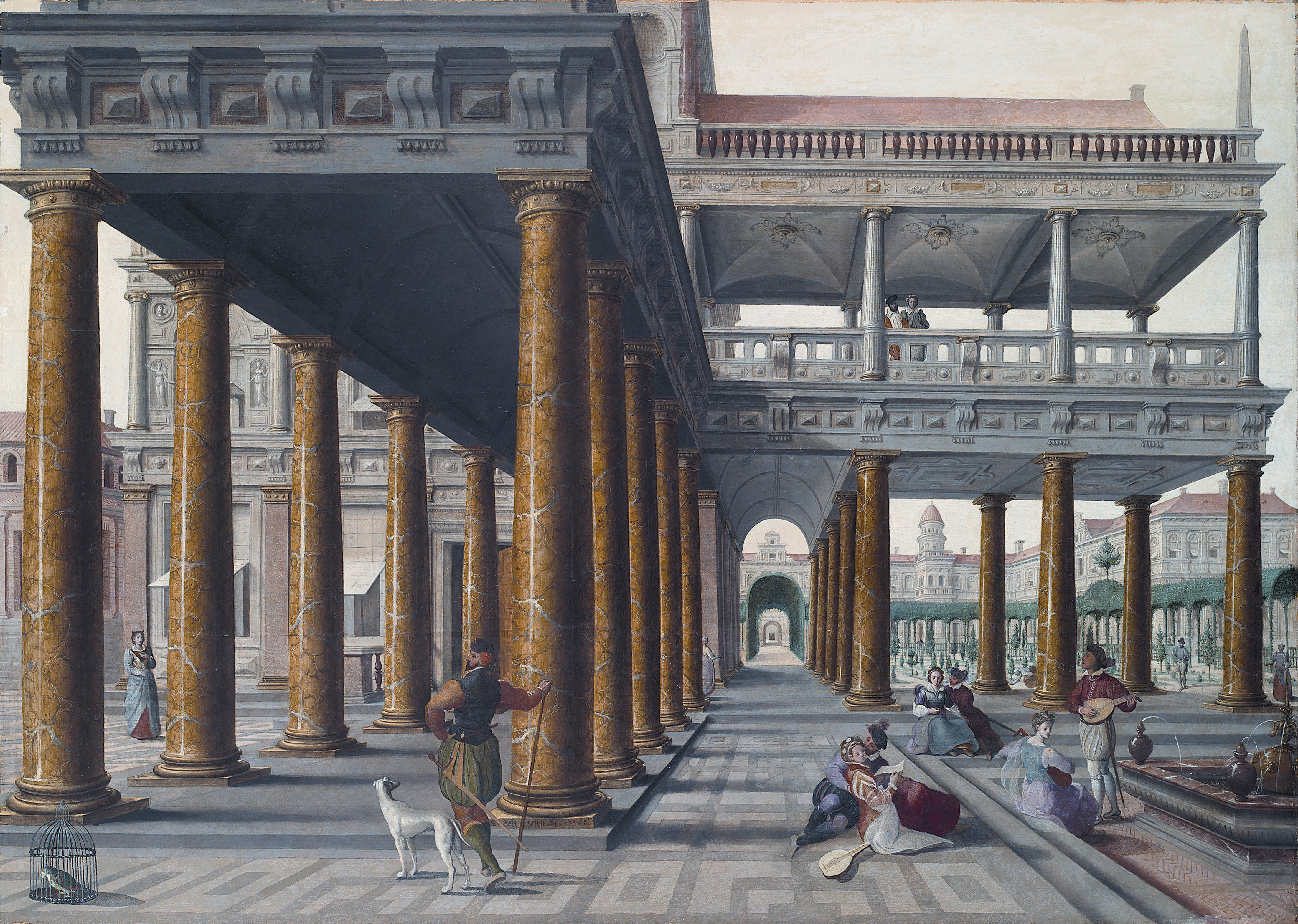
Caprice architectural avec personnages (1568, huile sur panneau, musée des beaux-arts de Bilbao)
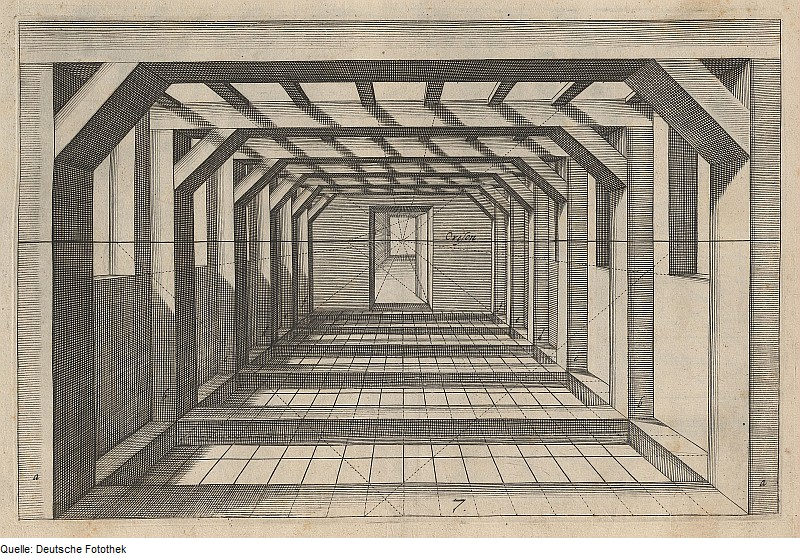
Pièce en perspective, planche de Perspective... (1604)